# Ellen Blight
Ellen Eliza Blight (1833-1850), también conocida como Helen Bright, fue una domadora de leones inglesa, conocida como "La Reina de los Leones", que fue muerta por un tigre mientras trabajaba en la colección de animales salvajes (ménagerie) de su tío George Wombwell, a los 17 años. Su impactante muerte la convirtió en una sensación mediática.

## Primeros años de vida
Su padre era John Blight (a veces Bright), un corneta y director de la orquesta que acompañaba a la colección de animales salvajes de Wombwell, y su madre era Elizabeth, hermana de George Wombwell. Apareció como "La reina de los leones" en 1849, después de que la famosa domadora de leones Eleanor Chapman, que actuó ante la reina Victoria el 28 de octubre de 1847 en el castillo de Windsor, dejara la colección de animales de George Wombwell para unirse al espectáculo ambulante de variedades de George Sanger.

## Incidente trágico en Chatham

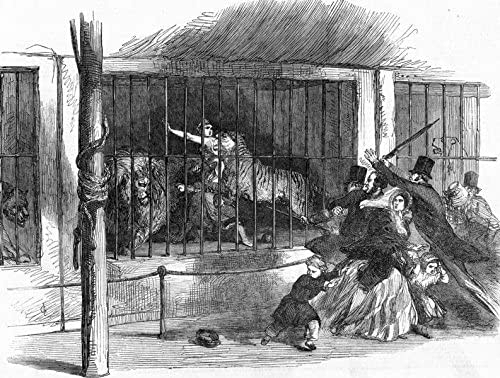
Muerte de la Reina de los Leones, en la Wombwell's Menagerie, The Illustrated London News, 1850.

En la noche del 11 de enero de 1850, la menagerie de George Wombwell estaba en Chatham. Un grupo de oficiales le pidió a Bright que actuara para ellos después del espectáculo público. Ella entró en una jaula que contenía un león y un tigre, y tocó la nariz del tigre con su látigo. Este saltó hacia ella y atrapó su vestido, haciéndola caer al suelo donde le arañó la pierna y mordió en la garganta. La sacaron inconsciente de la jaula y la atendió un médico, pero murió a los pocos minutos, frente a sus padres y uno de sus hermanos. El Daily News informó el 14 de enero de 1850:

Richard Cooper Todd, cirujano, adjunto a la Artillería Real, acuartelada en las Brompton Barracks, dijo que estaba presenciando la exhibición en el momento del suceso y que estaba parado bastante cerca de la cuerda frente a la jaula. Vio entrar a la difunta y al entrar el tigre no parecía ser muy amigo de ella; ella lo golpeó al entrar y él se acostó. Ella procedió a su actuación con el león y luego se dio la vuelta y volvió a golpear al tigre. Parecía enojado e inmediatamente pareció revolverse contra la difunta; se levantó sobre sus patas traseras y la agarró del cuello, cayó de espaldas y el tigre se agachó sobre ella, él [el cirujano] no volvió a verla hasta que la sacaron de la jaula, cuando se apresuró en ayudarla. Estaba perfectamente insensible, había perdido mucha sangre y su cara y labios estaban muy pálidos. Todavía estaba viva, el corazón latía, pero estaba totalmente inconsciente. El testigo colocó su mano sobre la herida del cuello para detener el sangrado y administró un poco de aguardiente a la fallecida, pero no pudo tragarlo y en muy pocos minutos su corazón dejó de latir. Había cuatro heridas en el lado izquierdo del cuello, una herida leve en la pierna derecha y otra en el mentón, causadas por los dientes del tigre, habiendo causado la mandíbula inferior del animal una herida muy grande debajo del mentón, que ayudada por el shock que había sufrido su sistema, produjo la muerte. El jurado emitió un veredicto en el sentido de que un tigre mató a la difunta mientras se exhibía en su jaula y expresó una fuerte opinión en contra de la práctica de permitir que las personas actúen dentro de una jaula con animales. Se recordará que, cuando hace unos dos años, el señor Wombwell exhibió su colección de animales a la familia real en Windsor, la "Reina de los Leones" estaba especialmente ansiosa por exhibir el extraordinario dominio que había adquirido sobre los feroces animales, pero Su Majestad prohibió expresamente la exhibición. Desde entonces la desgraciada fallecida había sido el principal atractivo de la exposición en todas las principales localidades del Reino Unido. Es de esperar que esta horrible terminación de su carrera tenga el efecto de impedir tales actuaciones en el futuro.

En la indagatoria, celebrada en el hotel Golden Lion de Chatham, se informó que el tigre "[la sujetó] furiosamente por el cuello, insertando los dientes de la mandíbula superior en su barbilla y cerrando la boca, infligiendo una herida espantosa en la garganta con sus colmillos". 
Blight fue enterrada en Coventry, donde comparte una tumba con su primo William Wombwell, quien había sido muerto por un elefante el año anterior mientras trabajaba en el Coventry Show Fair con una colección de animales diferente. El tigre vivió y fue exhibido por Wombwell como "El animal que mató a La Reina de los Leones".

## Recuerdo

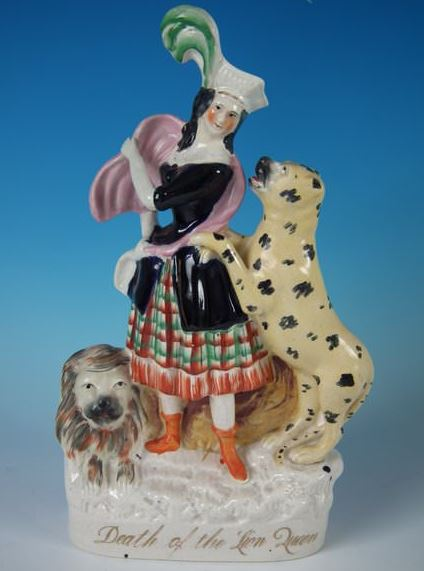
Figurilla de cerámica.

Su muerte se informó en periódicos nacionales y locales, incluidos el Daily News, el Derby Mercury, el Bristol Mercury, la Rochester, Chatham and Strood Gazette o el Dover Chronicle, entre otros. 
Se produjo una figurilla de cerámica de Staffordshire, que mostraba a la Reina de los Leones con el león y el tigre, aunque el tigre a veces se pintaba con manchas, como un leopardo. Un ejemplo se conserva en la Galería Nacional de Retratos, como parte de la Colección de Retratos Populares del Fondo de Arte, y otro en el Museo Guildhall de Rochester en Kent. La pieza mide 36,1 cm de altura y lleva en su base el título "Muerte de la Reina de los Leones".